# 남원 노씨
남원 노씨(南原 盧氏)는 전북특별자치도 남원시을 본관으로 하는 한국의 성씨이다.
시조는 노정(盧挺)라는 인물로, 고려에서 좌상시(左常侍)를 지냈다고 한다.

## 참고 자료
- “남원노씨(南原盧氏)”. 뿌리를 찾아서.[깨진 링크(과거 내용 찾기)]